# Малејт (језеро)
Малејт (енгл. Lake Maleit) је језеро у Јужном Судану у вилајету Вараб, око 20 километара јужно од града Вараба и 75 километара источно од Вава. Захвата површину од око 250 км² и богато је рибом. Окружено је са свих страна мочварним земљиштем које је за време кишне сезоне прекривено водом. Дубина басена је не више од четири метра, и ендореичан је.